# Уильямс, Мерриуизер
Мерриуизер Уильямс (англ. Merriwether Williams) — американская сценаристка и продюсер. Более известна по работе над мультсериалами «Губка Боб Квадратные Штаны», «Лагерь Лазло», «Крутые бобры», «Время приключений» и «Дружба — это чудо».

## Карьера
Поначалу Уильямс имела управленческие звания в Nickelodeon, в ходе чего начала работу над мультсериалами «ААА! Настоящие монстры» и «Крутые бобры» в качестве главного сценариста. После них Уильямс ушла в работу над мультсериалом «Губка Боб Квадратные Штаны» в качестве главного сценариста, после ухода бывшего, Питера Бёрнса. В мультсериал она попала по рекомендации Винса Каландры, с которым Стивен Хилленберг и Дерек Драймон совместно работали над «Новой жизнью Рокко». Однако после завершения третьего сезона «Губки Боба» Уильямс покинула проект, а её должность главного сценариста перешла к Тиму Хиллу (4 сезон) и Стивену Бэнксу.
После «Губки Боба» она ушла на работу в Cartoon Network в качестве сценариста мультсериала «Лагерь Лазло». Принимала участие в проектах «Время приключений», «Дружба — это чудо», «Маленький зоомагазин», «Свин, Коза, Банан и Сверчок». Позже работала сценаристом и сопродюсером мультсериала «Супер-пуперское подземное лето Билли Дилли» совместно с бывшим сценаристом Губки Боба, Аароном Спрингером.

## Фильмография
| Годы      | Название                                   | Примечания                                     |
| --------- | ------------------------------------------ | ---------------------------------------------- |
| 1996-1997 | ААА! Настоящие монстры                     | Главный сценарист                              |
| 1996-1997 | Ох уж, эти детки                           | Сценарист Консультант по сценарию              |
| 1997-2000 | Крутые бобры                               | Сценарист Главный сценарист                    |
| 1998-2000 | Дикая семейка Торнберри                    | Главный сценарист Консультант по сценарию      |
| 1999      | КаБлам!                                    | Дополнительный сценарист                       |
| 1999-2004 | Губка Боб Квадратные Штаны                 | Сценарист Главный сценарист                    |
| 2003      | Free for All                               | Разработчица Сценарист Исполнительный продюсер |
| 2005-2008 | Лагерь Лазло                               | Сценарист Главный сценарист                    |
| 2005      | Обезьяна                                   | Сценарист                                      |
| 2007      | Счастливчик Макс                           | Сценарист                                      |
| 2010-2011 | Время приключений                          | Сценарист Главный сценарист                    |
| 2011-2013 | Дружба — это чудо                          | Сценарист                                      |
| 2011      | Джонни Тест                                | Сценарист                                      |
| 2012      | Щенки из приюта 17                         | Сценарист                                      |
| 2012-2014 | Маленький зоомагазин                       | Сценарист                                      |
| 2015-2017 | Свин, Коза, Банан и Сверчок                | Сценарист                                      |
| 2017      | Супер-пуперское подземное лето Билли Дилли | Сценарист Главный сценарист Сопродюсер         |